# Legionovia 2015-2016
Questa voce raccoglie le informazioni riguardanti il Legionovia nelle competizioni ufficiali della stagione 2015-2016.

## Organigramma societario
Area direttiva
- Presidente: Sławomir Supa

Area tecnica
- Allenatore: Ettore Guidetti
- Allenatore in seconda: Robert Strzałkowski

## Rosa
| N° | Nome                     | Ruolo | Data di nascita   | Nazionalità sportiva |
| -- | ------------------------ | ----- | ----------------- | -------------------- |
| 1  | Malwina Smarzek          | S/O   | 3 giugno 1996     | Polonia              |
| 2  | Daria Paszek             | S     | 30 agosto 1991    | Polonia              |
| 3  | Karolina Szymańska       | C     | 22 febbraio 1994  | Polonia              |
| 4  | Emilia Kajzer            | P     | 10 marzo 1992     | Polonia              |
| 6  | Aleksandra Wójcik        | S     | 3 gennaio 1994    | Polonia              |
| 7  | Natalia Gajewska         | P     | 24 maggio 1994    | Polonia              |
| 8  | Joanna Pacak             | C     | 9 giugno 1996     | Polonia              |
| 9  | Iga Chojnacka            | S     | 21 aprile 1994    | Polonia              |
| 10 | Katarzyna Połeć          | C     | 13 febbraio 1989  | Polonia              |
| 11 | Katarzyna Wysocka        | L     | 26 marzo 1987     | Polonia              |
| 12 | Monika Bociek            | S     | 6 aprile 1996     | Polonia              |
| 13 | Adrianna Adamek          | L     | 23 settembre 1998 | Polonia              |
| 14 | Klaudia Grzelak          | S     | 12 febbraio 1996  | Polonia              |
| 15 | Klaudia Alagierska       | C     | 2 gennaio 1996    | Polonia              |
| 16 | Małgorzata Zaciek        | S/O   | 4 luglio 1990     | Polonia              |
| 17 | Milena Paszyńska         | C     | 10 gennaio 1997   | Polonia              |
| 18 | Alicja Grabka            | P     | 9 maggio 1998     | Polonia              |
| 19 | Aleksandra Rasińska      | S     | 6 novembre 1998   | Polonia              |
| 20 | Katarzyna Jędrzejewska   | S     | 21 gennaio 1997   | Polonia              |
| 21 | Justyna Antosiewicz      | S/O   | 6 maggio 1996     | Polonia              |
| 22 | Barbara Zakościelna      | S     | 24 luglio 1998    | Polonia              |
| 23 | Krystyna Pietraszkiewicz | L     | 24 aprile 1996    | Polonia              |